# Ifo Classics
 (juillet 2018).
Si vous disposez d'ouvrages ou d'articles de référence ou si vous connaissez des sites web de qualité traitant du thème abordé ici, merci de compléter l'article en donnant les références utiles à sa vérifiabilité et en les liant à la section « Notes et références ».
Ifo Classics est un label discographique allemand de musique d'orgue artistique, basé à Sarrebruck et Mayence.

## Histoire
Ifo Classics est fondé en 1991. L'un des axes du catalogue d'étiquettes réside traditionnellement dans le domaine de la musique d'orgue symphonique en France. Le label Ifo distribue ainsi des disques de compositeurs, interprètes et improvisateurs tels Marie-Claire Alain, Rolande Falcinelli, André Isoir, Naji Hakim, Jean-Pierre Leguay, Odile Pierre, Pierre Pincemaille, Daniel Roth et d'autres.